# به روح پدرم
به روح پدرم فیلم کمدی تلویزیونی به کارگردانی سیدجواد رضویان و تهیه‌کنندگی کمال طباطبایی محصول سال ۱۳۸۸ است.

## خلاصه فیلم
روح پدر هوشنگ که مدتی است از دنیا رفته، نزد پسرش می‌آید و از او می‌خواهد تا بدهی‌هایی که داشته را به چند نفر پرداخت کند که در جریان پرداخت این بدهی‌ها اتفاقاتی می‌افتد.

## بازیگران
- سیدجواد رضویان
- یوسف تیموری
- احمد پورمخبر
- فریده سپاه‌منصور
- صبا کمالی
- کیومرث ملک‌مطیعی
- محمود بهرامی
- حسین محب‌اهری
- کیانوش گرامی